# 정통왕당파
정통왕당파(프랑스어: Légitimistes)는 프랑스 혁명 이후의 정치 파벌로, 부르봉가의 적장자가 살리카법에 따라 프랑스의 국왕이 되어야 한다고 주장한 자들이다. 부르봉 왕정복고의 주 세력을 이루었으며, 오를레앙가의 7월 왕정을 부정했다. 이후 한동안 오를레앙가의 입헌군주제를 지지한 오를레앙파, 제정 부활을 지지한 보나파르트파와 함께 프랑스 우익 세력의 큰 세 줄기를 이루었다.
정통왕당파에 따른 현재의 적법한 프랑스 왕위 계승자는 앙주 공작 루이 알퐁소 드 부르봉이다.

## 같이 보기
- 보나파르트주의
- 부르봉 왕정복고
- 카를로스파
- 프랑스의 왕위 계승 순위 (오를레앙 왕가)
- 오를레앙파
- 반동주의